# Tresteg för damer i friidrott vid olympiska sommarspelen 2024
Damernas tresteg vid olympiska sommarspelen 2024 avgjordes den 2 och 3 augusti 2024 på Stade de France i Frankrike. 31 idrottare från 22 nationer deltog i tävlingen. Det var 8:e gången grenen fanns med i ett OS och den har funnits med i varje OS sedan 1996.

Sammanfattning på finalen.

Den regerande olympiska mästaren Yulimar Rojas hade vunnit alla stora mästerskap sedan 2017 och förutom världsrekordet stod hon för hälften av de bästa trestegshoppen i alla tider. Men Rojas var borta för säsongen på grund av skada vilket öppnade dörren för andra idrottare att kliva fram. Med silver i tre stora mästerskap verkade Shanieka Ricketts vara den troliga kandidaten till guldet i Rojas frånvaro. Den återvändande OS-bronsmedaljören Ana Peleteiro var också med i tävlingen. Maryna Bekh-Romanchuk var silvermedaljör vid det senaste världsmästerskapet före Leyanis Pérez. Tidigare i år vann Thea LaFond inomhus-VM över Pérez och Peleteiro.
I kvalet nådde Liadagmis Povea, Jasmine Moore, Peleteiro och Ricketts det automatiska kvalgränsen på första försöket. Dariya Derkach och LaFond fick till rätt hopp på sitt andra försök. För Pérez tog det alla tre försöken för att få till det bästa kvalresultatet på 14,68 meter. Bekh-Romanchuk var den näst bästa icke-automatiska kvalaren.
Peleteiro inledde finalen med 14,55 meter. Hennes ledning höll i sig genom första rundan fram till de två sista hopparna då Ricketts tog över ledningen med 14,61 och den sista hopparen, Pérez, som hoppade en centimeter längre. I den andra rundan höjdes nivån. Moore klev in i ledningen med 14,67 som varade i två hopp tills LaFond slog sin personbästa med 15,02. Ricketts föll till fjärde plats men förbättrade sig till 14,87 för att ta sig upp till silverposition. Och sedan började regnet. Peleteiro förbättrade sig till 14,59 i den fjärde omgången och Povea förbättrade sig till 14,64 i den femte, men ingen av dem nådde till medaljplats. I slutändan visade sig att alla medaljhoppen hade kommit i andra rundan innan regnet hade börjat. LaFonds 15,02 gav henne guldet. Därmed blev hon den första medaljören, av något slag, för önationen Dominica med en befolkning på knappt 70 000.
| Spel          | Guld                 | Silver                    | Brons             |
| Tresteg damer | Thea LaFond Dominica | Shanieka Ricketts Jamaica | Jasmine Moore USA |

## Kvalificering till OS-grenen
Kvalificeringsperioden för damernas tresteg var mellan 1 juli 2023 och 30 juni 2024. 31 idrottare kvalificerade sig till evenemanget, med högst tre idrottare per nation, genom att klara av kvalificeringsstandarden 14,55 meter eller genom sin världsranking i friidrott för denna gren.

## Schema
Alla tider är CEST.
| Datum          | Tid   | Omgång |
| -------------- | ----- | ------ |
| 2 augusti 2024 | 18:15 | Kval   |
| 3 augusti 2024 | 20:20 | Final  |

## Rekord
Innan tävlingens start fanns följande rekord:
| Rekord           | Idrottare           | Längd | Plats            | Datum          |
| ---------------- | ------------------- | ----- | ---------------- | -------------- |
| Världsrekord     | Yulimar Rojas (VEN) | 15,74 | Belgrad, Serbien | 20 mars 2022   |
| Olympiskt rekord | Yulimar Rojas (VEN) | 15,67 | Tokyo, Japan     | 1 augusti 2021 |

| Område                                   | Längd      | Idrottare              | Nation     |
| ---------------------------------------- | ---------- | ---------------------- | ---------- |
| Afrika                                   | 15,39      | Françoise Mbango Etone | Kamerun    |
| Asien                                    | 15,25      | Olga Rypakova          | Kazakstan  |
| Europa                                   | 15,50      | Inessa Kravets         | Ukraina    |
| Nordamerika, Centralamerika och Karibien | 15,29      | Yamilé Aldama          | Kuba       |
| Oceanien                                 | 14,04      | Nicole Mladenis        | Australien |
| Sydamerika                               | 15,74 0VR0 | Yulimar Rojas          | Venezuela  |

## Resultat
Anmärkningarnas förklaring finns längst ner.

### Kval
Idrottarna behövde klara av kvalgränsen 14,35 meter 0Q0 eller hamna på de 12 första platserna 0q0 för att gå till final.
| Plac. | Grupp | Idrottare             | Nation     | 1     | 2     | 3     | Resultat | Anmärkning |
| ----- | ----- | --------------------- | ---------- | ----- | ----- | ----- | -------- | ---------- |
| 1     | B     | Leyanis Pérez         | Kuba       | x     | 14,29 | 14,68 | 14,68    | 0Q0        |
| 2     | B     | Shanieka Ricketts     | Jamaica    | 14,47 | r     | r     | 14,47    | 0Q0        |
| 3     | A     | Jasmine Moore         | USA        | 14,43 | r     | r     | 14,43    | 0Q0 SB0    |
| 4     | A     | Liadagmis Povea       | Kuba       | 14,39 | r     | r     | 14,39    | 0Q0        |
| 5     | B     | Ana Peleteiro         | Spanien    | 14,36 | r     | r     | 14,36    | 0Q0        |
| 6     | B     | Dariya Derkach        | Italien    | 14,19 | 14,35 | r     | 14,35    | 0Q0 SB0    |
| 7     | A     | Thea LaFond           | Dominica   | x     | 14,35 | r     | 14,35    | 0Q0        |
| 8     | A     | Maryna Bekh-Romanchuk | Ukraina    | 14,30 | x     | 14,09 | 14.30    | 0q0        |
| 9     | B     | Elena Andreea Taloș   | Rumänien   | x     | 14,23 | 14,21 | 14,23    | 0q0        |
| 10    | A     | Ackelia Smith         | Jamaica    | 14.08 | 13,98 | 14,09 | 14,09    | 0q0        |
| 11    | B     | Keturah Orji          | USA        | 13,58 | x     | 14,09 | 14,09    | 0q0        |
| 12    | B     | Ilionis Guillaume     | Frankrike  | 13,82 | 13,58 | 14,05 | 14,05    | 0q0        |
| 13    | A     | Diana Ana Maria Ion   | Rumänien   | x     | x     | 14,03 | 14,03    |            |
| 14    | B     | Tori Franklin         | USA        | 13.84 | 14,02 | 13,82 | 14,02    |            |
| 15    | B     | Charisma Taylor       | Bahamas    | 14,01 | 13,98 | 13,71 | 14,01    |            |
| 16    | A     | Tuğba Danışmaz        | Turkiet    | x     | 13,97 | 13,95 | 13,97    |            |
| 17    | A     | Saly Sarr             | Senegal    | x     | 13,96 | 11,72 | 13,96    |            |
| 18    | A     | Neja Filipič          | Slovenien  | 13,75 | 13,78 | 13,85 | 13,85    |            |
| 19    | A     | Maja Åskag            | Sverige    | 13,79 | 13,63 | x     | 13,79    |            |
| 20    | B     | Kimberley Williams    | Jamaica    | 13,77 | 13,09 | 13,76 | 13,77    |            |
| 21    | A     | Gabriela Petrova      | Bulgarien  | 13,77 | x     | 13,67 | 13,77    |            |
| 22    | B     | Rūta Kate Lasmane     | Lettland   | 13,76 | 11,43 | 13,54 | 13,76    |            |
| 23    | B     | Sharifa Davronova     | Uzbekistan | 13,74 | x     | 13,55 | 13,74    |            |
| 24    | B     | Zeng Rui              | Kina       | 13,03 | 13,69 | 13,36 | 13,69    |            |
| 25    | A     | Dovilè Kilty          | Litauen    | 13,63 | 13,51 | 13,64 | 13,64    |            |
| 26    | A     | Ottavia Cestonaro     | Italien    | 13,63 | x     | 13,48 | 13,63    | 0SB0       |
| 27    | A     | Gabriele dos Santos   | Brasilien  | x     | 13,63 | 13,48 | 13,63    |            |
| 28    | B     | Mariko Morimoto       | Japan      | x     | 13,40 | 13,19 | 13,40    |            |
| 29    | B     | Olha Korsun           | Ukraina    | 13,06 | x     | x     | 13,06    |            |
| 30    | B     | Diana Zagainova       | Litauen    | x     | x     | 12,86 | 12,86    |            |
|       | A     | Senni Salminen        | Finland    |       |       |       |          | 0DNS0      |

### Final
| Plac. | Idrottare             | Nation    | 1     | 2     | 3     | 4                | 5                | 6                | Resultat | Anmärk. |
| ----- | --------------------- | --------- | ----- | ----- | ----- | ---------------- | ---------------- | ---------------- | -------- | ------- |
| 1     | Thea LaFond           | Dominica  | 14,32 | 15,02 | 14,46 | 14,12            | 14,43            | r                | 15,02    | 0NR0    |
| 2     | Shanieka Ricketts     | Jamaica   | 14,61 | 14,87 | x     | x                | x                | 14,73            | 14,87    | 0SB0    |
| 3     | Jasmine Moore         | USA       | x     | 14,67 | x     | 14,16            | x                | x                | 14,67    | 0SB0    |
| 4     | Liadagmis Povea       | Kuba      | 14,28 | x     | 14,39 | 14,25            | 14,64            | 14,56            | 14,64    |         |
| 5     | Leyanis Pérez         | Kuba      | 14,62 | 14,12 | 14,50 | 14,37            | 14,42            | x                | 14,62    |         |
| 6     | Ana Peleteiro         | Spanien   | 14,55 | 13,73 | 14,52 | 14,59            | 14,26            | 14,31            | 14,59    |         |
| 7     | Ackelia Smith         | Jamaica   | 13,88 | x     | 14,15 | 13,86            | 13,91            | 14,42            | 14,42    |         |
| 8     | Dariya Derkach        | Italien   | 14,14 | 14,08 | 13,79 | x                | x                | 13,79            | 14,14    |         |
| 9     | Keturah Orji          | USA       | 13,97 | x     | 14,05 | Gick inte vidare | Gick inte vidare | Gick inte vidare | 14,05    |         |
| 10    | Elena Andreea Taloș   | Rumänien  | x     | x     | 14,03 | Gick inte vidare | Gick inte vidare | Gick inte vidare | 14,03    |         |
| 11    | Maryna Bekh-Romanchuk | Ukraina   | x     | x     | 13,98 | Gick inte vidare | Gick inte vidare | Gick inte vidare | 13,98    |         |
| 12    | Ilionis Guillaume     | Frankrike | x     | 13,78 | x     | Gick inte vidare | Gick inte vidare | Gick inte vidare | 13,78    |         |